# Johannes Muschol
Johannes Muschol (* 31. Mai 1949 in Aschau am Inn; † 16. März 1981 in Berlin) war ein Todesopfer an der Berliner Mauer und Mauerspringer. Ein Angehöriger der Grenztruppen der DDR erschoss den Bundesbürger, nachdem er über die Mauer in den Todesstreifen sprang.

## Leben
Während Johannes Muschols Medizinstudium wurde ihm eine schizophrene Psychose diagnostiziert, wegen der er häufiger in Behandlung musste. Er schloss sein Studium ab, bis 1979 verschlechterte sich jedoch sein Zustand so weit, dass er arbeitsunfähig geschrieben wurde.

### Reise nach Berlin
Am 14. März 1981 fuhr er mit einem Freund mit dem Auto aus West-Deutschland nach West-Berlin, um dort an einer Feier teilzunehmen. Auf dem Weg gerieten die beiden in Streit, weil Muschol auf der Transitstrecke aus dem Wagen aussteigen wollte. In Berlin trennten sich die beiden zunächst, trafen sich aber auf der abendlichen Feier wieder und verabredeten, sich zur Rückfahrt am folgenden Tag um 11 Uhr morgens am Bahnhof Zoo zu treffen. Muschol erschien nicht am Treffpunkt. Stattdessen wurde er in einem Altenheim im Bezirk Treptow, einem der Ost-Berliner Stadtteile, angetroffen und wieder in den Westen verbracht.
Am folgenden Morgen des 16. März 1981 fragte er auf der Westseite des Grenzübergangs Bornholmer Straße nach der Grenzsicherung. Später irrte er durch Berlin, bat Anwohner um Wasser, Brot und eine Waschgelegenheit. Er begab sich nach Berlin-Reinickendorf, wo er eine an der Mauer stehende Aussichtsplattform bestieg, die zum Ost-Berliner Stadtteil Wilhelmsruh gerichtet war.

### Konflikt an der Mauer
Muschol kletterte kurz nach 11 Uhr morgens in Höhe des S-Bahnhofes Wilhelmsruh über die Brüstung einer Plattform in der Kopenhagener Straße auf die Krone der Berliner Mauer, sprang in den Todesstreifen und rannte Richtung Ost-Berlin. Die Besatzung eines Wachturms entdeckte ihn und einer der Grenzsoldaten stieg herab, um Muschol einzufangen. Das Verhalten des Eindringlings deutete er fälschlich als alkohol- oder drogenbedingt. Der Grenzer konnte Muschol zunächst fassen, der riss sich aber wieder los und versuchte aussichtslos, die drei Meter hohe Hinterlandmauer zu überwinden. Zwischen den Grenzsoldaten kam es angeblich zu einem Streitgespräch um den Einsatz der Schusswaffe, an dessen Ende der auf dem Turm verbliebene Postenführer drei Schüsse auf Muschol abgab. Tödlich ins Herz getroffen verstarb Muschol kurz später. Die Grenzposten warteten bis zum Abend und transportierten die Leiche erst in der Dunkelheit ab.
Nach der Obduktion wurden die Berichte geändert, um die Identität des – zunächst namentlich bekannten – Toten aus den Akten zu tilgen und so die Umstände des Todes zu verschleiern. Zwei Wochen später brachte das Ministerium für Staatssicherheit die nun nach offizieller Darstellung nicht identifizierte Leiche in ein Krematorium und verbrachte die Urne an einen unbekannten Ort.

## Nachwirkung
Wegen anstehender Staatsbesuche aus Deutschland und Österreich und der Leipziger Messe kamen die Schüsse für die Führung der DDR zu einem unpassenden Zeitpunkt, so dass die Vertuschung beschlossen wurde. In der Bundesrepublik gab es am 16. März Presseberichte über den Unbekannten. Anfragen aus West-Berlin zur Identität und dem Zustand des Unbekannten wiesen die Behörden der DDR zurück. Im Januar 1982 identifizierten Zeugen Muschol auf Fotos als den Unbekannten. Die Angehörigen Muschols nahmen Kontakt zum DDR-Unterhändler für humanitäre Fragen, Wolfgang Vogel, auf, der bestritt, dass es sich um Johannes Muschol gehandelt habe.
Obwohl die Schüsse auf Bürger West-Berlins auch nach DDR-Recht verboten waren und am Tattag wegen der politischen Bedeutung spezielle Befehle zur Zurückhaltung (Schüsse nur in Notwehr) galten, gab es keine Ermittlungen gegen die beiden Grenzposten. Nach der deutschen Wiedervereinigung musste sich der Todesschütze in einem Mauerschützenprozess vor dem Landgericht Berlin verantworten. Der Todesschütze bekam 1996 wegen Totschlags eine Freiheitsstrafe von drei Jahren.